# Samuel Reuserus
Samuel Reuserus, född 1680 i Linköpings församling, Östergötlands län, död 31 maj 1753 i Hallingebergs församling, Kalmar län, var en svensk präst.

## Biografi
Samuel Reuserus föddes 1680 i Linköping och döptes 3 december samma år. Han var son till kyrkoherden Zacharias Reuserus i Vreta klosters församling och Helena Jeremiædotter. Reuserus blev 1703 student vid Uppsala universitet och prästvigdes 31 januari 1712. Han blev 1720 kyrkoherde i Hallingebergs församling och 1751 prost. Reuserus avled 1753.

### Familj
Reuserus gifte sig 14 augusti 1716 med Catharina Margaretha Bauman (1694–1749), dotter till borgmästaren Hans Bauman och Margaretha Bohm i Västervik. De fick tillsammans barnen korpralen Zacharias Reuserus (född 1717), Anna Greta Reuserus (1721–1778), Helena Reuserus som var gift med komministern Novander i Örberga församling, Samuel Reuserus (1727–1741), Johannes Reuserus (1729–1729), Margaretha Catharina Reuserus som var gift med kyrkoherden Rydelius i Ukna församling, Constans Reuserus och styrmannen Hans Christoffer Reuserus.